# Южный Парк: Большой, длинный, необрезанный (саундтрек)
| Оценки критиков | Оценки критиков |
| Источник        | Оценка          |
| --------------- | --------------- |
| AllMusic        | ссылка          |

«Южный Парк: Большой, длинный, необрезанный» (англ. South Park: Bigger, Longer & Uncut) — второй музыкальный альбом, выпущенный в 1999 году, на основе сериала «Южный парк». Саундтрек к фильму «Саут-Парк: большой, длинный и необрезанный».
На диске 12 песен, звучавших в фильме, а также их ремиксы и обработки, в том числе известными артистами Kid Rock и Violent Femmes, а также группой Мэтта Стоуна и Трея Паркера DVDA (их версия «What Would Brian Boitano Do» звучит на финальных титрах мультфильма). Версии некоторых песен отличаются от тех, что звучали в фильме.
- «Mountain Town» — вступительная песня фильма. Это пародия на песню «Belle» из диснеевского фильма «Красавица и Чудовище». Версия, вошедшая на альбом, отличается от звучащей в фильме: так, здесь Стэну открывает дверь мать Кенни, зовущая его вниз, а в фильме Стэн, звоня в дверь, зовёт Кенни сам. Также в фильме немного короче диалог между Картманом и его матерью.
- «Uncle Fucka» — песня, звучащая в фильме Терренса и Филлипа и в альтернативной версии (не вошедшей на альбом) становящаяся хитом. Это пародия на песню «Oklahoma!» из одноимённого мюзикла.
- «Kyle’s Mom’s A Bitch» — пародия на аттракцион «It’s A Small World» из Диснейленда.
- «Up There» — пародия на песню «Part of Your World» из диснеевского мультфильма «Русалочка» и песню «Out There» из диснеевского фильма «Горбун из Нотр-Дама».
- «La Resistance (Medley)» — пародия на песню «One Day More» из мюзикла «Les Misérables», песню «Quintet» из мюзикла «Вестсайдская история» и песню «A Weekend in the Country» из мюзикла «A Little Night Music».
- Версия «I Can Change», вошедшая на альбом, немного отличает от той, что звучит в фильме. В фильме Сатана поёт только одну фразу — «What if you remain a sandy little butt hole?» (Что, если ты так и останешься мелким засранцем?); в альбомной версии он также поёт «But what if you never change?» (А что, если ты не изменишься?). В версии из фильма вместо этой реплики Саддам повторяет: «I can change, I can change».
- Гимн Канады «O Canada» звучит в исполнении Терренса и Филлипа в финале эпизода 201 «Южного парка».

## Список композиций
1. «Mountain Town» (Стэн Марш, Кенни Маккормик, Кайл Брофловски, Эрик Картман, Шерон Марш и Шейла Брофловски) — 04:27
2. «Uncle Fucka» (Терренс и Филлип) — 01:06
3. «It’s Easy, Mmmkay» (Мистер Мэки, Стэн Марш, Эрик Картман, Кайл Брофловски, Грегори и Венди Тестабургер) — 01:54
4. «Blame Canada» (Шейла Брофловски, Шерон Марш, Лиэн Картман и мисс Маккормик) — 01:35
5. «Kyle’s Mom’s A Bitch» (Эрик Картман) — 01:15
6. «What Would Brian Boitano Do?» (Стэн Марш, Кайл Брофловски и Эрик Картман) — 01:34
7. «Up There» (Сатана) — 02:23
8. «La Resistance (Medley)» (Говард МакГиллин и жители Саут-Парка) — 01:52
9. «Eyes Of A Child» (Майкл Макдональд) — 03:39
10. «I Can Change» (Саддам Хусейн) — 02:05
11. «I’m Super» (Большой Эл-гомосек) — 01:26
12. «Mountain Town (Reprise)» (жители Саут-Парка) — 01:02
13. «Good Love» (Айзек Хейз как Шеф) — 03:31
14. «Shut Yo Face (Uncle Fucka)» (Трик Дэдди при участии Трины и Тре) — 03:59
15. «Riches To Rags (MMMKay)» (Nappy Roots) — 04:30
16. «Kyle’s Mom’s A Big Fat Bitch» (Джо Си при участии Кид Рока) — 03:54
17. «What Would Brian Boitano Do? Pt. II» (DVDA) — 02:14
18. «I Swear It (I Can Change)» (Violent Femmes) — 02:44
19. «Super» (RuPaul) — 04:03
20. «O Canada» (Гедди Ли и Алекс Лайфсон из Rush при участии Терренса и Филлипа) — 01:10